# Tenagodes lacteus
Tenagodes lacteus là một loài ốc biển, là động vật thân mềm chân bụng sống ở biển thuộc họ Siliquariidae.